# Herkules (seriál)
Herkules (v anglickém originále Hercules: The Legendary Journeys) je americký fantastický televizní seriál, který byl premiérově vysílán v syndikaci letech 1995–1999, kdy bylo v šesti řadách natočeno celkem 111 dílů. Vznikl na motivy příběhů o starořeckém hrdinovi Héraklovi (ve starověkém Římě jako Herkules). Seriálu předcházela série pěti televizních filmů z roku 1994 (Hercules a Amazonky, Herkules a ztracené království, Herkules a ohnivý kruh, Hercules v podsvětí, Herkules v Minotaurově labyrintu), naopak z něj byly odvozeny seriály Xena a Mladý Herkules.

## Příběh
Herkules, nadlidskou silou obdařený syn boha Dia a lidské matky, putuje se svým přítelem Ioláem po starověkém Řecku a brání obyčejné lidi před válečníky, loupežníky a nadpřirozenými bytostmi. Hlavními Herkulovými protivníky jsou jeho nevlastní matka, mocná bohyně Héra, která jej chce zničit, neboť jí připomíná Diovu nevěru, později zákeřný bůh války Arés a následně zlý bůh Dahak.

## Obsazení
- Kevin Sorbo jako Herkules (v originále Hercules)
- Michael Hurst jako Ioláos (v originále Iolaus; 3.–6. řada, jako host v 1. a 2. řadě)

## Vysílání
| Řada  | Díly | Premiéra v USA | Premiéra v USA     | Premiéra v ČR     | Premiéra v ČR     |
| Řada  | Díly | První díl      | Poslední díl       | První díl         | Poslední díl      |
| ----- | ---- | -------------- | ------------------ | ----------------- | ----------------- |
| filmy | 5    | 25. dubna 1994 | 14. listopadu 1994 | 9. března 1997    | 31. března 1997   |
| 1     | 13   | 16. ledna 1995 | 8. května 1995     | 1. dubna 1997     | 29. dubna 1997    |
| 2     | 24   | 4. září 1995   | 24. června 1996    | 30. dubna 1997    | 2. července 1997  |
| 3     | 22   | 30. září 1996  | 12. května 1997    | 17. prosince 1997 | 29. ledna 1998    |
| 4     | 22   | 29. září 1997  | 11. května 1998    | 9. ledna 1999     | 21. března 1999   |
| 5     | 22   | 28. září 1998  | 17. května 1999    | 4. března 2000    | 29. července 2000 |
| 6     | 8    | 27. září 1999  | 22. listopadu 1999 | 21. ledna 2001    | 17. února 2001    |